# Acróbatas (álbum)
Acróbatas, es el tercer álbum de Mikel Erentxun, publicado en 1998, del que vendió más de 90.000 copias. Con este trabajo, el músico donostiarra prosiguió con el estilo de pop británico marcado en su anterior trabajo, sin embargo, esta vez apostó por un sonido definido por las bases electrónicas, loops y samples. Además se hizo cargo, por primera vez, de la producción de un álbum.
En un principio titulado Pop (El álbum homónimo de U2 obligó a cambiar el título), el álbum contiene el tema «En El Trampolín» compuesto en su origen para el debut en solitario de Ana Torroja.
Los temas que destacan en este álbum son «A pleno sol», «¿Quien se acuerda de ti?», «Puedo dormir de un tirón más de una vida», «Lo peor de mi», «Tu nombre en los labios» y el tema que da nombre al álbum considerado el más melancólico y emotivo de su carrera en solitario «Acróbatas».
Cabe resaltar que con este álbum cerraría una primera trilogía categorizada por el género brit pop y rock en español con los álbumes Naufragios, El abrazo del erizo y este último Acróbatas

## Lista de canciones
Todas las canciones compuestas por Erentxun/Corman excepto donde se anota.
1. A pleno sol - 4:00
2. Cádiz - 4:00
3. ¿Quién se acuerda de ti? - 3:40
4. Selena - 3:21
5. Todo es igual siempre (Morrissey/Street) - 3:50
6. En el trampolín - 3:12
7. Puedo dormir de un tirón más de una vida - 3:10
8. Interludio - 3:20
9. De par en par - 3:42
10. Carrusel - 3:50
11. En mis brazos (J. Eguía) - 4:27
12. Lo peor de mí - 4:10
13. Tu nombre en los labios (Erentxun/Berrio) - 3:20
14. Acróbatas - 6:25

## Sencillos

### ¿Quién se acuerda de ti?
1. ¿Quién se acuerda de ti?
2. Extranjero
3. Juego limpio
4. ¿Quién se acuerda de ti? (demo)

### A pleno sol
1. A pleno sol
2. Canción para dos
3. Encendido
4. A pleno sol (demo)

### Todo es igual siempre
1. Todo es igual siempre
2. Ahora sé que estás (directo con Amaia Montero)
3. De espaldas a mí (directo)
4. Todo es igual siempre (demo)

### Tu nombre en los labios
1. Tu nombre en los labios
2. No arranques más flores (directo)
3. De par en par (directo)
4. En el trampolín (demo)